# Paratrachelas maculatus
Paratrachelas maculatus is een spinnensoort uit de familie van de Trachelidae.
De wetenschappelijke naam van de soort werd in 1875 als Trachelas maculatus gepubliceerd door Tord Tamerlan Teodor Thorell.